# Amtshausen
Amtshausen (mundartlich Amtshause) ist ein Stadtteil von Bad Laasphe im nordrhein-westfälischen Kreis Siegen-Wittgenstein.

## Geographie
Amtshausen ist der nördlichste Ort im Stadtgebiet Bad Laasphes und liegt in einer Hochmulde auf 455 (Abfluss des Rüppersbachs nach Süden) bis 500 m über NHN, umrahmt von einigen der höchsten Berge des Wittgensteiner Landes. Im Südwesten ragt der Ebschloh (686,3 m ü. NHN) auf, im Nordwesten der Rammelsberg (637,2 m) und im Südosten das Hohe Haupt (650,8 m). Im Süden verschließt das kleinere Eichenrötchen (575,3 m) die Mulde.
Von der Kernstadt Laasphes ist Amtshausen rund 10 km (Luftlinie) entfernt.

## Geschichte
Der Name „Amtshausen“ (frühere Schreibweise: u. a. Amkeßhaußen, Amptshausen)
geht nach Meinung von Heimatforschern auf den althochdeutschen Namen Ambert zurück. Im Jahre 1344 wurde der Ort erstmals urkundlich im Zusammenhang mit dem Kirchspiel Feudingen erwähnt. Zehntpflichtig ist der Ort in jener Zeit derer von Bicken. 1538 gehört Amtshausen zum Haus Wittgenstein. Ab dem Jahr 1662 gehört der Ort zur Schultheißerei Feudingen. Mit dem Jahr 1731 kann eine Zugehörigkeit zum Feudinger Viertel nachgewiesen werden. 1845 kommt der Ort zum Amt Erndtebrück.
Das einschneidendste Ereignis der Neuzeit war der Bau der Eisenbahnstrecke in den 1880er-Jahren. Hunderte von Arbeitern waren in dem bergigen Gelände beschäftigt.
Amtshausen war bis zur Durchführung des Sauerland/Paderborn-Gesetzes am 1. Januar 1975 eine selbständige Gemeinde.
Im Ort gab es Zimmervermietungen, eine Bäckerei mit Lebensmittelladen, Schuster, Schreiner sowie ein Wirtshaus.

## Infrastruktur
Amtshausen liegt an einer Verbindungsstraße zwischen Rüppershausen und dem Erndtebrücker Ortsteil Schameder. Die Obere Lahntalbahn führt in unmittelbarer Nähe des Ortes vorbei. Der 1954 eröffnete Haltepunkt wurde jedoch wegen geringer Frequentierung bereits 1962 wieder geschlossen. Nächste Haltepunkte sind seitdem Leimstruth und Oberndorf (Kr. Wittgenstein). Die Telefonvorwahl von Erndtebrück (02753) gilt auch für Teilnehmer aus Amtshausen.